# Maisonneuve (Vienne)
Maisonneuve település Franciaországban, Vienne megyében. Lakosainak száma 324 fő (2022. január 1.). Maisonneuve Doux, Cherves, Massognes és Vouzailles községekkel határos.

## Népesség
A település népességének változása:
| Lakosok száma | 316  | 337  | 346  | 339  | 333  | 328  | 322  | 319  | 324  |
|               | 2013 | 2015 | 2016 | 2017 | 2018 | 2019 | 2020 | 2021 | 2022 |